# Mwape Mialo
Mwape Mialo (* 30. prosince 1951) je bývalý konžský fotbalista. 

## Fotbalová kariéra
Byl členem reprezentace Zairu na Mistrovství světa ve fotbale 1974, ale v utkání nenastoupil. Na klubové úrovni hrál za Nyiki Lubumbashi.